# Hans Martin (Politiker)
Hans Martin (* 18. Oktober 1930 in Frankfurt am Main; † 31. Juli 2016) war ein deutscher Jurist und Kommunalpolitiker (SPD). Er war zweimal Oberbürgermeister der Stadt Hanau.

## Berufliche Anfänge
Nachdem er 1951 das Abitur in Bad Homburg vor der Höhe abgelegt hatte, absolvierte er zunächst eine Verwaltungslehre bei der Stadt Frankfurt. Neben seiner beruflichen Tätigkeit studierte er dort von 1952 bis 1957 Rechtswissenschaften an der Johann Wolfgang Goethe-Universität Frankfurt am Main. 1961 wurde er bei der Stadt Frankfurt als Magistratsassessor eingestellt. Zuletzt war er dort als Magistratsdirektor tätig. Er arbeitete in den Schwerpunkten Finanzverwaltung und Universitätsangelegenheiten. Im Jahre 1966 wurde er zum Bürgermeister der Stadt Hanau gewählt.

## Erste Amtszeit als Oberbürgermeister
Am 10. Januar 1972 erfolgte dann seine erste Wahl zum Oberbürgermeister. Markante Ereignisse seiner ersten Amtszeit waren die Verwaltungs- und Gebietsreform. In deren Zug wurden die bisher selbständigen Gemeinden Mittelbuchen, Großauheim mit Wolfgang, Klein-Auheim und Steinheim zwischen 1972 und 1974 als neue Stadtteile von Hanau aufgenommen. Die schon unter seinem Vorgänger, Herbert Dröse, begonnenen Neubaugebiete Tümpelgarten und Weststadt wurden vollendet, verschiedene Schul- und Sporthallen gebaut. Eine ganze Reihe von unbeschrankten Bahnübergängen an den Straßen, die aus dem im 19. Jahrhundert erschlossenen Stadtgebiet über die Eisenbahnstrecken, die Hanau nahezu vollständig umgeben, hinaus führten, wurden durch Bahnüber- und -unterführungen ersetzt.
Am 9. Januar 1984 wurde er durch eine neu gebildete Koalition von CDU und FDP abgewählt. Nachfolger wurde Helmut Kuhn. In der Folgezeit war Hans Martin freiberuflich als Rechtsanwalt tätig.

## Zweite Amtszeit als Oberbürgermeister
In der Kommunalwahl vom März 1985 änderten sich die Mehrheitsverhältnisse zu Gunsten der SPD. Helmut Kuhn wurde als Oberbürgermeister abgewählt und Hans Martin am 10. Juni 1985 erneut zum Oberbürgermeister gewählt. In seiner zweiten Amtszeit wurden in mehreren Stadtteilen Bürgerhäuser eröffnet, ebenso die nach August Schärttner benannte Großsporthalle und das Museum Schloss Steinheim. 
Am 30. Juni 1994 ging Hans Martin auf eigenen Antrag in den Ruhestand. Noch im gleichen Jahr wurde er zum Ehrenbürger der Stadt Hanau ernannt.

## Wissenswertes
Er war ehrenamtlicher Vorsitzender des Vorstandes der Martin-Luther-Stiftung in Hanau.